# Toyota FXV
La Toyota FXV è una concept car realizzata dalla Toyota nel 1985.

## Sviluppo
Presentata presso il salone automobilistico di Tokyo del 1985, la FXV si poneva come una possibile interpretazione delle nuove berline che l'azienda giapponese avrebbe realizzato negli anni a venire.

## Tecnica
Sulla vettura vennero montati alcuni ritrovati tecnologici di ultima generazione come la trazione integrale a quattro ruote sterzanti, le sospensioni idropneumatiche modulari e l'impianto ABS. La carrozzeria era stata modellata in maniera tale da presentare un coefficiente aerodinamico di 0.24 CX. Come propulsore venne impiegato un 4 cilindri DOHC 16 valvole turbocompresso che erogava la potenza di 220 cv con 294 Nm di coppia gestito da un cambio automatico a cinque rapporti. Le informazioni sullo stato della vettura venivano proiettate sul parabrezza con un sistema HUD e i vari accessori venivano gestiti con un sistema touch screen sulla plancia di controllo.